# Hydriomena aldricaria
Hydriomena aldricaria là một loài bướm đêm trong họ Geometridae.